# Hôtel de la Motte-Montgaubert
El Hôtel de la Motte Montgoubert, anteriormente Maison des Chantres, es un hôtel particulier situado en las rue Chanoinesse, rue des Chantres y rue des Ursins del 4 distrito de París, declarado monumento histórico en 1996. Es un vestigio importante del claustro de Notre-Dame de Paris, habitado en el pasado por Chantres, de ahí su antiguo nombre de Maison des Chantres. Se convirtió en propiedad privada a finales del siglo XVIII y fue restaurado durante el siglo XX 20 en el estilo neogótico tardío.

## Artículos relacionados
1. ↑  Immeuble (maison des Chantres, puis hôtel de la Motte Montgoubert) en la base Mérimée del Ministerio de Cultura de Francia. Consulté le 5 mai 2013

- Datos: Q3146039
- Multimedia: Hôtel de la Motte-Montgaubert / Q3146039